# Bartosz Zabłocki
Bartosz Zabłocki (12 de octubre de 1989) es un deportista polaco que compite en remo. Ganó una medalla de plata en el Campeonato Mundial de Remo en Sala de 2021, en la prueba de 2000 m.

## Palmarés internacional
| Campeonato Mundial | Campeonato Mundial | Campeonato Mundial | Campeonato Mundial |
| Año                | Lugar              | Medalla            | Prueba             |
| ------------------ | ------------------ | ------------------ | ------------------ |
| 2021               | Sede virtual       | Medalla de plata   | 2000 m             |